# Antipathes viminalis
Antipathes viminalis är en korallart som beskrevs av Louis Roule 1902. Antipathes viminalis ingår i släktet Antipathes och familjen Antipathidae. Inga underarter finns listade i Catalogue of Life.